# Plumatella nodulosa
Plumatella nodulosa är en mossdjursart som beskrevs av Charles Thorold Wood 200. Plumatella nodulosa ingår i släktet Plumatella och familjen Plumatellidae. Inga underarter finns listade i Catalogue of Life.